# Stjórnin
Stjórnin fue un dúo islandés compuesto por los cantantes, Grétar Örvarsson (Reikiavik, 11 de julio de 1959) y Sigríður Beinteinsdóttir. Son conocidos por su participación en el Festival de la Canción de Eurovisión 1990.

## Festival de Eurovisión
Fueron seleccionados como representaron de Islandia en el Festival de la Canción de Eurovisión 1990 al ganar el Söngvakeppni Sjónvarpsins. El Festival de Eurovisión se celebró en Zagreb, allí la canción, "Eitt lag enn", acabó cuarta de 22 canciones. Más tarde Sigríður Beinteinsdóttir formó parte de "Heart 2 Heart", que representó a Islandia en el Festival de la Canción de Eurovisión 1992 con la canción "Nei eða ja", donde acabaron séptimos.
Sigríður Beinteinsdóttir, bajo el nombre de Sigga, volvió como solista con la canción Nætur que consiguió el 12º lugar en el Festival de la Canción de Eurovisión 1994.